# Pilea mediophylla
Pilea mediophylla är en nässelväxtart som beskrevs av A. Gilli. Pilea mediophylla ingår i släktet pileor, och familjen nässelväxter. Inga underarter finns listade i Catalogue of Life.